# Єлисаветградський пікінерний полк
Єлисаветградський пікінерний полк — поселенський полк російського війська створений 1764 року з українського Новослобідського полку.
Займав території центральної смуги Кіровоградської області і північного заходу Дніпропетровської області.
До складу полку входило 20 рот (сотень): 1) Нова Прага, 2) Бишків, 3) Овнянськ, 4) Кулаків, 5) Червона Кам'янка, 6) Попельнаста, 7) -------, 8) Орлинська, 9) Куцеволівка, 10) Мишурин Ріг, 11) Деріївка, 12) -------, 13) -------, 14) Жовте, 15) Зелене, 16) Верблюжка, 17) Спасівка, 18) Вершинокаменськ, 19) Нова Аджамка, 20) Аджамка.
У 1783 році з нього й Херсонського пікінерного сформований Єлисаветградський легкокінний полк, що перейменований 1796 року на 3-й гусарський Єлисаветградський полк.

## Джерело
- Н. А. Никифоренко. Щоденник подорожі І. А. Гільденштедта Єлизаветградською провінцією (травень — липень 1774 року)[недоступне посилання з травня 2019]